# Nesomys lambertoni
Nesomys lambertoni là một loài động vật có vú trong họ Nesomyidae, bộ Gặm nhấm. Loài này được G. Grandidier mô tả năm 1928.